# Estación Tristán Suárez
Tristán Suárez es una estación ferroviaria ubicada en la ciudad homónima, en el partido de Ezeiza, Provincia de Buenos Aires, Argentina.

## Servicios
Es un centro de transferencia intermedio del servicio diesel metropolitano de la Línea General Roca que se presta las estaciones Ezeiza y Cañuelas.

## Diagrama
| Plataforma Sur           |                                                                      |
| Vía 1                    | Trenes a Cañuelas provenientes de Ezeiza (próxima Carlos Spegazzini) |
| Vía 2                    | Trenes a Ezeiza provenientes de Cañuelas (próxima Unión Ferroviaria) |
| Plataforma central Norte |                                                                      |
| Vía 3                    | Sin uso                                                              |